# Società Sportiva Felice Scandone 2018-2019
Questa voce raccoglie le informazioni riguardanti la  Società Sportiva Felice Scandone nelle competizioni ufficiali della stagione 2018-2019.

## Verdetti stagionali
Competizioni nazionali
- Serie A:

Stagione regolare: 8º posto su 16 squadre (16-14);
Play-off: sconfitto ai quarti di finale da Milano;
- Coppa Italia:

Sconfitto ai quarti di finale da Brindisi.
- Basketball Champions League:

Eliminato al termine della fase a gironi;

## Stagione
La stagione 2018-2019 della Società Sportiva Felice Scandone sponsorizzata Sidigas, è la 19ª nel massimo campionato italiano di pallacanestro, la Serie A.
All'inizio della nuova stagione la Lega Basket decise di modificare il regolamento riguardo al numero di giocatori stranieri da schierare contemporaneamente in campo. Si decise così di optare per la scelta della formula con 6 giocatori stranieri senza vincoli.
Stefano Sacripanti, di comune accordo con la società, lascia la squadra, mentre il direttore sportivo Nicola Alberani rinnova il contratto fino al 2021. Il 12 giugno viene ufficializzato l'accordo con Nenad Vučinić, che sarà affiancato dagli assistenti Massimo Maffezzoli, Gianluca De Gennaro e Francesco Cavaliere.
Il roster vede le conferme di Ariel Filloy (che non ha esercitato l'opzione di uscita dal contratto), Lorenzo D'Ercole e Hamady N'Diaye, a cui seguono gli acquisti di Luca Campogrande (che firma un contratto triennale), Luca Campani, Matt Costello, Demetris Nichols, Stefano Spizzichini, Keifer Sykes, Caleb Green, Norris Cole e Karim Idrissou (inserito nel settore giovanile, sarà aggregato sia alla prima squadra che al Basket Club Irpinia, società di serie C Gold).
La società disputa la Basketball Champions League per il terzo anno consecutivo. Viene, quindi, inserita nel girone A con MHP Riesen, Banvit, Anwil, Le Mans, Ventspils a cui si aggiungono Novgorod e Murcia, provenienti dai turni di qualificazione.
Il precampionato vede la squadra vittoriosa contro Latina, Darussafaka, nel trofeo Valle del Lerno contro Sassari e concludere in seconda posizione il trofeo Air Italy (vittoria contro Bologna e sconfitta con Sassari), il torneo Prostars (vittorie contro Nanterre, Le Mans e sconfitta da Strasburgo in finale) e il trofeo Irtet (vittoria contro l’Eurobasket Roma e sconfitta contro Brindisi). Termina, invece, al terzo posto il trofeo Aria Sport Cup (sconfitta contro Brindisi e vittoria contro Rieti). Subisce, inoltre, una sconfitta in Turchia contro il Galatasaray.
Non prendono parte alle gare di precampionato gli infortunati Luca Campani (debutto in biancoverde contro il Banvit) e Luca Campogrande (rientro contro Trieste).
Il 13 novembre Ariel Filloy si aggiudica il premio Reverberi come miglior giocatore italiano della passata stagione.
Nel corso dell'incontro casalingo contro Trento, Matt Costello riporta una distorsione alla caviglia destra, con recupero inizialmente previsto in un mese. Nel mese di febbraio, si sottopone ad un intervento chirurgico con recupero di 4 mesi. Rientra in gara-4 dei play-off contro Milano. Il 25 novembre Demetris Nichols riporta in allenamento la frattura dell'astragalo. Con tempi di recupero inizialmente stimati in 6/8 settimane, salta solo la gara casalinga contro Venezia.
Il 6 dicembre viene ufficializzato l'ingaggio di Patric Young. Il tesseramento viene sottoposto a verifica della procura federale. Il 24 gennaio dispone l'archiviazione del procedimento.
Nel mese di dicembre la società, come evidenziato dalle dichiarazioni del presidente, ha attraversato un periodo di difficoltà a causa di debiti pendenti, saldati entro il termine. Inoltre, a causa di sei lodi attivati da tesserati della precedente stagione, viene bloccato il mercato in entrata fino al mese di gennaio.
Il 21 dicembre viene ufficializzata la rescissione consensuale del contratto di Norris Cole.
Nel mese di dicembre Hamady N'Diaye riporta una frattura al piede destro, con recupero previsto in quattro settimane. Rientra in campo nel match casalingo contro Cremona.
La squadra conclude il girone di andata in 2ª posizione in classifica a 22 punti (2 in meno rispetto alla stagione precedente), ottenendo la qualificazione alla Coppa Italia nella quale affronta Brindisi. L'incontro, svoltosi il 15 febbraio, si è concluso con la vittoria della formazione pugliese.
Nel corso dell'incontro casalingo contro Murcia, Demetris Nichols riporta una distorsione alla caviglia destra con tempi di recupero da definire. Nel mese di febbraio Patric Young riporta un infortunio al piede destro (recupero previsto in 6 settimane), mentre D'Ercole subisce un infortunio muscolare (recupero previsto in 2 settimane).
Nel mese di gennaio vengono ufficializzati gli acquisti di Ojārs Siliņš e Demonte Harper.
La squadra conclude il girone di Champions League in 5 posizione, venendo eliminata dalla competizione e rinunciando all'iscrizione in FIBA Europe Cup.
Il 25 febbraio viene annunciato l'ingaggio di Ike Udanoh.
Il 10 aprile viene ufficializzata la rescissione consensuale del contratto di Nenad Vučinić, con la guida tecnica della squadra affidata a Massimo Maffezzoli.
Nel corso dell'incontro con Sassari del 14 aprile, Caleb Green riporta una distorsione al ginocchio destro con tempi di recupero previsti in almeno due settimane.
La squadra conclude il girone di ritorno in 8ª posizione in classifica a 32 punti (16 vittorie e 14 sconfitte), ottenendo la qualificazione ai play-off in cui affronta Milano. La serie, i cui incontri sono stati caratterizzati dagli infortuni dei centri titolari, termina con la vittoria della formazione meneghina per 3-2.
Nel luglio 2019, anche a causa di difficoltà della proprietà, non presenta domanda di iscrizione al campionato 2019-2020. Avvia, invece, l'iter per l'iscrizione alla Serie B.
Nel mese di giugno erano stati ufficializzati gli ingaggi di Chris Obekpa, Jeremy Chappell, Kaspar Treier e Brandon Taylor, poi non depositati per la mancata iscrizione al campionato di massima serie.

## Roster
| Sidigas Avellino 2018-19 | Sidigas Avellino 2018-19 |
| Giocatori                | Staff tecnico            |
| ------------------------ | ------------------------ |

| N. | Naz.                                        | Ruolo | Nome                 | Anno | Alt.   | Peso   |  |
| -- | ------------------------------------------- | ----- | -------------------- | ---- | ------ | ------ |  |
| 0  | Stati Uniti (bandiera) · Nigeria (bandiera) | AC    | Ike Udanoh           | 1989 | 202 cm | 111 kg |  |
| 4  | Stati Uniti (bandiera)                      | C     | Patric Young         | 1992 | 209 cm | 109 kg |  |
| 6  | Stati Uniti (bandiera)                      | AG    | Caleb Green          | 1985 | 203 cm | 108 kg |  |
| 8  | Stati Uniti (bandiera)                      | A     | Demetris Nichols     | 1984 | 203 cm | 96 kg  |  |
| 10 | Stati Uniti (bandiera)                      | AG    | Matt Costello        | 1993 | 208 cm | 109 kg |  |
| 12 | Argentina (bandiera) · Italia (bandiera)    | PG    | Ariel Filloy         | 1987 | 190 cm | 85 kg  |  |
| 14 | Italia (bandiera)                           | AC    | Luca Campani         | 1990 | 208 cm | 100 kg |  |
| 18 | Italia (bandiera)                           | AP    | Antonino Sabatino    | 2000 | 184 cm | 73 kg  |  |
| 20 | Lettonia (bandiera)                         | AP    | Ojārs Siliņš         | 1993 | 200 cm | 95 kg  |  |
| 21 | Italia (bandiera)                           | G     | Luca Campogrande     | 1996 | 198 cm | 90 kg  |  |
| 22 | Stati Uniti (bandiera)                      | G     | Demonte Harper       | 1989 | 193 cm | 90 kg  |  |
| 24 | Italia (bandiera)                           | PG    | Lorenzo D'Ercole (C) | 1988 | 193 cm | 88 kg  |  |
| 28 | Stati Uniti (bandiera)                      | P     | Keifer Sykes         | 1993 | 183 cm | 77 kg  |  |
| 30 | Stati Uniti (bandiera)                      | PG    | Norris Cole          | 1988 | 188 cm | 79 kg  |  |
| 34 | Italia (bandiera)                           | AG    | Stefano Spizzichini  | 1990 | 203 cm | 90 kg  |  |
| 55 | Senegal (bandiera)                          | C     | Hamady N'Diaye       | 1987 | 213 cm | 107 kg |  |
|    | Italia (bandiera)                           | A     | Andrea Bianco        | 2001 | 196 cm | 93 kg  |  |
|    | Italia (bandiera)                           | AG    | Gianluca De Meo      | 2000 | 200 cm |        |  |
|    | Italia (bandiera)                           | C     | Luigi Genovese       | 2001 | 201 cm |        |  |
|    | Italia (bandiera)                           |       | Antonio Guariglia    | 2001 | 195 cm |        |  |
|    | Benin (bandiera) · Italia (bandiera)        | AG    | Karim Idrissou       | 2000 | 198 cm | 87 kg  |  |

| Allenatore |
| - / Nenad Vučinić (fino al 10 aprile) - Massimo Maffezzoli (dal 10 aprile)                                                                       |
| Assistente/i |
| - Francesco Cavaliere - Gianluca De Gennaro - Massimo Maffezzoli (fino al 10 aprile) Legenda - (C) Capitano - (IN) Inattivo - Infortunato Roster |

### Staff tecnico e dirigenziale
- Allenatore: Nenad Vučinić (fino al 10 aprile)
- Allenatore: Massimo Maffezzoli (dal 10 aprile)
- Assistente: Massimo Maffezzoli (fino al 10 aprile)
- Assistente: Gianluca De Gennaro
- Assistente: Francesco Cavaliere
- Preparatore atletico: Domenico Papa

- Presidente: Giuseppe Sampietro
- Vicepresidente: Annamaria Malzoni
- Amministratore delegato: Gianandrea De Cesare
- Direttore sportivo: Nicola Alberani
- Direttore operativo: Luigi Carbone
- Team manager: Gaetano De Paola
- Relazioni esterne/Comunicazione: Maria Picariello
- Addetto stampa: Claudia Ricciuto
- Segreteria sportiva: Gianluca Di Domenico
- Res. biglietteria:: Ilaria Tomaselli
- Responsabile settore giovanile: Rodolfo Robustelli

## Mercato

### Sessione estiva
| Acquisti | Acquisti            | Acquisti          | Acquisti   | Acquisti |
| R.       | Nome                | da                | Modalità   |          |
| -------- | ------------------- | ----------------- | ---------- | -------- |
| ALL      | Nenad Vučinić       | Shanxi Loongs     | definitivo |          |
| AC       | Luca Campani        | Orlandina         | definitivo |          |
| ALL      | Massimo Maffezzoli  | N.B. Brindisi     | definitivo |          |
| G        | Luca Campogrande    | Pod. Montegranaro | definitivo |          |
| AG       | Matt Costello       | San Antonio Spurs | definitivo |          |
| A        | Demetris Nichols    | Cedevita Junior   | definitivo |          |
| AG       | Stefano Spizzichini | Scafati Basket    | definitivo |          |
| P        | Keifer Sykes        | Ankara DSİ        | definitivo |          |
| AG       | Caleb Green         | Trabzonspor       | definitivo |          |
| PG       | Norris Cole         | Maccabi Tel Aviv  | definitivo |          |
| AG       | Karim Idrissou      | Virtus Ragusa     | definitivo |          |

| Cessioni | Cessioni             | Cessioni           | Cessioni       | Cessioni |
| R.       | Nome                 | a                  | Modalità       |          |
| -------- | -------------------- | ------------------ | -------------- | -------- |
| ALL      | Stefano Sacripanti   | Virtus Bologna     | rescissione    |          |
| AG       | Patrik Auda          | Pistoia Basket     | fine contratto |          |
| ALL      | Massimiliano Oldoini | Juvecaserta        | fine contratto |          |
| P        | Alex Renfroe         | Manresa            | fine contratto |          |
| AP       | Salvatore Parlato    | Sangiorgese Basket | fine contratto |          |
| AC       | Andrea Zerini        | Brescia            | fine contratto |          |
| AP       | Thomas Scrubb        | Pall. Varese       | fine contratto |          |
| P        | Bruno Fitipaldo      | S.P. Burgos        | fine contratto |          |
| AG       | Maarty Leunen        | Fortitudo Bologna  | fine contratto |          |
| AC       | Emin Mavric          | Pall. Catanzaro    | fine contratto |          |
| G        | Jason Rich           | Beşiktaş           | fine contratto |          |
| AP       | Dez Wells            | Oklahoma Blue      | fine contratto |          |
| C        | Shane Lawal          | Free agent         | fine contratto |          |
| C        | Kyrylo Fesenko       | Dnipro             | fine contratto |          |

### Dopo l'inizio della stagione
| Acquisti | Acquisti       | Acquisti    | Acquisti         | Acquisti              |
| R.       | Nome           | da          | Data             | Modalità              |
| -------- | -------------- | ----------- | ---------------- | --------------------- |
| C        | Patric Young   | Free agent  | 6 dicembre 2018  | definitivo            |
| AP       | Ojārs Siliņš   | Free agent  | 23 gennaio 2019  | definitivo            |
| G        | Demonte Harper | Free agent  | 25 gennaio 2019  | definitivo            |
| AG       | Ike Udanoh     | Pall. Cantù | 25 febbraio 2019 | definitivo (25.000 $) |

| Cessioni | Cessioni      | Cessioni   | Cessioni         | Cessioni                |
| R.       | Nome          | a          | Data             | Modalità                |
| -------- | ------------- | ---------- | ---------------- | ----------------------- |
| P        | Norris Cole   | Budućnost  | 21 dicembre 2018 | risoluzione consensuale |
| ALL      | Nenad Vučinić | Free agent | 10 aprile 2019   | risoluzione consensuale |

## Risultati

### Serie A

#### Regular season

##### Girone di andata
| Arbitri: | Enrico Sabetta (Termoli) Denis Quarta (Rivalta di Torino) Giulio Pepponi (Spello) |

|                             |            |                               |
| Green 32 Cole 21 Nichols 15 | Punti      | 19 Udanoh 17 Gaines 14 Blakes |
| Cole 13                     | Assist     | 7 Blakes                      |
| Green 15                    | Rimbalzi   | 7 Udanoh, Davis               |
| Nenad Vučinić               | Allenatori | Evgenij Pašutin               |

| Arbitri: | Manuel Mazzoni (Grosseto) Gabriele Bettini (Bologna) Guido Giovannetti (Terni) |

|                                                      |            |                               |
| Crawford 24 Saunders, Aldridge 14 Ricci, Mathiang 13 | Punti      | 23 Green 17 Sykes 11 Costello |
| Crawford, Diener 3                                   | Assist     | 5 Sykes                       |
| Mathiang 9                                           | Rimbalzi   | 6 Costello                    |
| Romeo Sacchetti                                      | Allenatori | Nenad Vučinić                 |

| Arbitri: | Carmelo Paternicò (Piazza Armerina) Lorenzo Baldini (Firenze) Dario Morelli (Brindisi) |

|                              |            |                               |
| Cole 23 Costello 20 Green 15 | Punti      | 23 Punter 22 Taylor 14 Kravić |
| Cole 6                       | Assist     | 5 Taylor                      |
| Nichols 7                    | Rimbalzi   | 11 Martin                     |
| Nenad Vučinić                | Allenatori | Stefano Sacripanti            |

| Arbitri: | Tolga Sahin (Messina) Christian Borgo (Dueville) Alessandro Nicolini (Bagheria) |

|                                 |            |                             |
| Vitali 18 Sacchetti 13 Allen 10 | Punti      | 19 Cole 18 Sykes 10 Nichols |
| Vitali 5                        | Assist     | 6 Cole                      |
| Allen 6                         | Rimbalzi   | 10 Costello                 |
| Andrea Diana                    | Allenatori | Nenad Vučinić               |

| Arbitri: | Michele Rossi (Anghiari) Gianluca Sardella (Rimini) Matteo Boninsegna (Milano) |

|                             |            |                                      |
| Green 30 Cole 22 N'Diaye 20 | Punti      | 13 Radičević 12 Flaccadori 10 Marble |
| Cole 9                      | Assist     | 3 Marble                             |
| Nichols 10                  | Rimbalzi   | 5 Flaccadori                         |
| Nenad Vučinić               | Allenatori | Maurizio Buscaglia                   |

| Arbitri: | Massimiliano Filippini (San Lazzaro di Savena) Martino Galasso (Siena) Alessandro Vicino (Argelato) |

|                               |            |                              |
| Avramović 18 Moore 14 Cain 11 | Punti      | 25 Cole 18 Nichols 14 Filloy |
| Avramović 5                   | Assist     | 5 Cole                       |
| Cain 10                       | Rimbalzi   | 6 Green, Filloy              |
| Attilio Caja                  | Allenatori | Nenad Vučinić                |

| Arbitri: | Saverio Lanzarini (Bologna) Luca Weidmann (Campobasso) Giulio Pepponi (Spello) |

|                                         |            |                             |
| Aguilar 13 Ledo 11 Gaspardo, De Vico 10 | Punti      | 29 Green 19 Nichols 16 Cole |
| Ledo 5                                  | Assist     | 9 Cole                      |
| Aguilar, Mussini 5                      | Rimbalzi   | 9 Green                     |
| Cagnardi                                | Allenatori | Nenad Vučinić               |

| Arbitri: | Roberto Begnis (Crema) Beniamino Manuel Attard (Priolo Gargallo) Guido Federico Di Francesco (Teramo) |

|                                    |            |                           |
| Sykes 11 Cole, Filloy 10 N’Diaye 9 | Punti      | 17 Watt 15 Haynes 10 Daye |
| Filloy 6                           | Assist     | 5 De Nicolao              |
| Green 9                            | Rimbalzi   | 8 Watt                    |
| Nenad Vučinić                      | Allenatori | Walter De Raffaele        |

| Arbitri: | Michele Rossi (Anghiari) Mark Bartoli (Trieste) Gianluca Capotorto (Palestrina) |

|                                |            |                                      |
| Nichols 20 Green 15 N’Diaye 14 | Punti      | 28 Blackmon 17 Murray 14 Mockevičius |
| Cole, Filloy 6                 | Assist     | 7 Artis                              |
| N'Diaye 10                     | Rimbalzi   | 8 Mockevičius                        |
| Nenad Vučinić                  | Allenatori | Massimo Galli                        |

| Arbitri: | Tolga Sahin (Messina) Alessandro Vicino (Argelato) Marco Vita (Ancona) |

|                              |            |                                     |
| Knox 21 Wright 19 Sanders 13 | Punti      | 15 N'Diaye 13 Green 8 Nichols, Cole |
| Wright 5                     | Assist     | 5 Filloy                            |
| Da Ros 10                    | Rimbalzi   | 7 Nichols                           |
| Eugenio Dalmasson            | Allenatori | Nenad Vučinić                       |

| Arbitri: | Enrico Sabetta (Termoli) Alessandro Martolini (Roma) Denny Borgioni (Roma) |

|                              |            |                                                |
| Sykes 23 Nichols 22 Green 20 | Punti      | 15 Smith, Bamforth, Cooley 10 Thomas 8 Gentile |
| Sykes 9                      | Assist     | 5 Smith                                        |
| Filloy 8                     | Rimbalzi   | 20 Cooley                                      |
| Nenad Vučinić                | Allenatori | Vincenzo Esposito                              |

| Arbitri: | Maurizio Biggi (Cavenago di Brianza) Fabrizio Paglialunga (Taranto) Dario Morelli (Brindisi) |

|                            |            |                              |
| Moore 19 Carr 16 McAdoo 15 | Punti      | 26 Green 21 Sykes 17 Nichols |
| Carr 4                     | Assist     | 8 Filloy                     |
| Hobson 12                  | Rimbalzi   | 7 Nichols                    |
| Larry Brown                | Allenatori | Nenad Vučinić                |

| Arbitri: | Carmelo Paternicò (Piazza Armerina) Alessandro Vicino (Argelato) Alessandro Nicolini (Bagheria) |

|                             |            |                                    |
| Sykes 31 Green 18 Filloy 15 | Punti      | 17 Gudaitis 14 James 13 Kuzminskas |
| Sykes 7                     | Assist     | 6 James                            |
| Young 12                    | Rimbalzi   | 12 Kuzminskas                      |
| Nenad Vučinić               | Allenatori | Simone Pianigiani                  |

| Arbitri: | Carmelo Lo Guzzo (Pisa) Lorenzo Baldini (Firenze) Matteo Boninsegna (Milano) |

|                                |            |                                    |
| Banks 24 Chappell 14 Zanelli 9 | Punti      | 18 Green 16 Sykes, Nichols 8 Young |
| Banks 4                        | Assist     | 4 Green                            |
| Chappell 6                     | Rimbalzi   | 10 Young                           |
| Francesco Vitucci              | Allenatori | Nenad Vučinić                      |

| Arbitri: | Manuel Mazzoni (Grosseto) Gianluca Sardella (Rimini) Mauro Belfiore (Napoli) |

|                              |            |                               |
| Sykes 23 Nichols 20 Green 19 | Punti      | 21 Krubally 13 Auda 10 Bolpin |
| Nichols 6                    | Assist     | 6 Johnson                     |
| Young 13                     | Rimbalzi   | 6 Krubally                    |
| Nenad Vučinić                | Allenatori | Alessandro Ramagli            |

##### Girone di ritorno
| Arbitri: | Carmelo Paternicò (Piazza Armerina) Denny Borgioni (Roma) Andrea Bongiorni (Pisa) |

|                                  |            |                                      |
| Gaines 21 Blakes 16 Jefferson 15 | Punti      | 19 Sykes 17 Filloy 12 Young, Campani |
| Udanoh 6                         | Assist     | 5 Sykes                              |
| Jefferson 15                     | Rimbalzi   | 8 Young                              |
| Evgenij Pašutin                  | Allenatori | Nenad Vučinić                        |

| Arbitri: | Saverio Lanzarini (Bologna) Mark Bartoli (Trieste) Martino Galasso (Siena) |

|                           |            |                                    |
| Sykes 28 Green 21 Young 8 | Punti      | 20 Demps 14 Stojanović 10 Mathiang |
| Sykes 6                   | Assist     | 2 Saunders, Ricci                  |
| Young 9                   | Rimbalzi   | 12 Stojanović                      |
| Nenad Vučinić             | Allenatori | Romeo Sacchetti                    |

| Arbitri: | Roberto Begnis (Crema) Valerio Grigioni (Roma) Marco Vita (Ancona) |

|                                |            |                             |
| M'Baye 19 Aradori 15 Taylor 13 | Punti      | 25 Sykes 18 Filloy 10 Young |
| Taylor 8                       | Assist     | 4 Filloy, Harper            |
| Kravić 10                      | Rimbalzi   | 9 Green, Young              |
| Stefano Sacripanti             | Allenatori | Nenad Vučinić               |

| Arbitri: | Alessandro Martolini (Roma) Alessandro Vicino (Argelato) Fabrizio Paglialunga (Taranto) |

|                            |            |                                             |
| Green 23 Sykes 19 Siliņš 9 | Punti      | 18 Cunningham 15 Hamilton 8 Moss, Sacchetti |
| Filloy, Harper             | Assist     | 5 Vitali                                    |
| Young 14                   | Rimbalzi   | 12 Hamilton                                 |
| Nenad Vučinić              | Allenatori | Andrea Diana                                |

| Arbitri: | Carmelo Paternicò (Piazza Armerina) Denny Borgioni (Roma) Gianluca Calbucci (Pomezia) |

|                             |            |                             |
| Craft 19 Hogue 16 Marble 14 | Punti      | 28 Green 17 Udanoh 11 Sykes |
| Hogue                       | Assist     | 6 Udanoh                    |
| Hogue 9                     | Rimbalzi   | 7 Udanoh                    |
| Maurizio Buscaglia          | Allenatori | Nenad Vučinić               |

| Arbitri: | Saverio Lanzarini (Bologna) Gianluca Sardella (Rimini) Mauro Belfiore (Napoli) |

|                             |            |                               |
| Green 19 Harper 14 Sykes 11 | Punti      | 14 Avramović 11 Cain 9 Archie |
| Sykes 11                    | Assist     | 3 Ferrero                     |
| Green, Udanoh 10            | Rimbalzi   | 3 Cain                        |
| Nenad Vučinić               | Allenatori | Attilio Caja                  |

| Arbitri: | Maurizio Biggi (Cavenago di Brianza) Mark Bartoli (Trieste) Matteo Boninsegna (Milano) |

|                             |            |                                |
| Sykes 29 Green 13 Harper 13 | Punti      | 18 Dixon 13 Gaspardo 9 Mussini |
| Sykes, Udanoh 6             | Assist     | 3 Allen                        |
| Green 10                    | Rimbalzi   | 13 Cervi                       |
| Nenad Vučinić               | Allenatori | Stefano Pillastrini            |

| Arbitri: | Saverio Lanzarini (Bologna) Gianluca Sardella (Rimini) Martino Galasso (Siena) |

|                                              |            |                                                 |
| Watt 27 Daye, De Nicolao, Tonut 10 Biligha 8 | Punti      | 14 Green 12 Udanoh, Campogrande, Harper 9 Sykes |
| De Nicolao 8                                 | Assist     | 3 Green                                         |
| Watt 9                                       | Rimbalzi   | 8 Green                                         |
| Walter De Raffaele                           | Allenatori | Nenad Vučinić                                   |

| Arbitri: | Carmelo Lo Guzzo (Pisa) Guido Federico Di Francesco (Teramo) Denis Quarta (Rivalta di Torino) |

|                                     |            |                              |
| Blackmon 24 Lyons 17 Mockevičius 14 | Punti      | 19 Harper 18 Sykes 17 Udanoh |
| Lyons 5                             | Assist     | 4 Filloy                     |
| Mockevičius 16                      | Rimbalzi   | 9 Green                      |
| Matteo Boniciolli                   | Allenatori | Nenad Vučinić                |

| Arbitri: | Massimiliano Filippini (San Lazzaro di Savena) Valerio Grigioni (Roma) Giulio Pepponi (Spello) |

|                                            |            |                                |
| 29 Sykes 14 Nichols, Harper 13 Campogrande | Punti      | 16 Dragić 14 Sanders 10 Mosley |
| 10 Green                                   | Assist     | 7 Sanders                      |
| 13 Udanoh                                  | Rimbalzi   | 9 Mosley                       |
| Nenad Vučinić                              | Allenatori | Eugenio Dalmasson              |

| Arbitri: | Carmelo Lo Guzzo (Pisa) Beniamino Manuel Attard (Priolo Gargallo) Marco Vita (Ancona) |

|                               |            |                              |
| Cooley 23 Thomas 22 Pierre 16 | Punti      | 21 Sykes 16 Nichols 9 Filloy |
| Smith 5                       | Assist     | 7 Filloy                     |
| Pierre 6                      | Rimbalzi   | 5 Udanoh                     |
| Gianmarco Pozzecco            | Allenatori | Massimo Maffezzoli           |

| Arbitri: | Alessandro Martolini (Roma) Christian Borgo (Dueville) Guido Federico Di Francesco (Teramo) |

|                                           |            |                                      |
| Sykes 18 Campogrande 16 Udanoh. Siliņš 15 | Punti      | 18 Wilson, Moore 17 Jaiteh 10 Hobson |
| Filloy 8                                  | Assist     | 3 Moore                              |
| Udanoh, Young 8                           | Rimbalzi   | 6 Jaiteh, Hobson                     |
| Massimo Maffezzoli                        | Allenatori | Paolo Galbiati                       |

| Arbitri: | Michele Rossi (Anghiari) Gianluca Sardella (Rimini) Mauro Belfiore (Napoli) |

|                                       |            |                                     |
| Jerrells 17 Nunnally 16 Tarczewski 15 | Punti      | 15 Udanoh, Sykes 13 Harper 10 Young |
| James 8                               | Assist     | 7 Sykes                             |
| Tarczewski 15                         | Rimbalzi   | 9 Udanoh                            |
| Simone Pianigiani                     | Allenatori | Massimo Maffezzoli                  |

| Arbitri: | Maurizio Biggi (Cavenago di Brianza) Matteo Boninsegna (Milano) Guido Giovannetti (Terni) |

|                                     |            |                               |
| Sykes, Siliņš 20 Harper 17 Filloy 8 | Punti      | 23 Banks 17 Brown 15 Chappell |
| Sykes 8                             | Assist     | 7 Banks                       |
| Young 9                             | Rimbalzi   | 6 Banks, Brown                |
| Massimo Maffezzoli                  | Allenatori | Francesco Vitucci             |

| Arbitri: | Tolga Sahin (Messina) Christian Borgo (Dueville) Alessandro Nicolini (Bagheria) |

|                                               |            |                              |
| Mitchell 21 Odum 12 Bolpin, Peak, Crosariol 8 | Punti      | 22 Sykes 21 Harper 15 Udanoh |
| Della Rosa, Odum 2                            | Assist     | 6 Filloy                     |
| Odum 7                                        | Rimbalzi   | 13 Udanoh                    |
| Paolo Moretti                                 | Allenatori | Massimo Maffezzoli           |

#### Play-off
| Arbitri: | Manuel Mazzoni (Grosseto) Gianluca Sardella (Rimini) Alessandro Perciavalle (Torino) |

|                                  |            |                                      |
| Micov 21 Jerrells 12 Nunnally 11 | Punti      | 21 Sykes 18 Udanoh 11 Filloy, Harper |
| Cinciarini 4                     | Assist     | 10 Sykes                             |
| Tarczewski, Brooks 6             | Rimbalzi   | 9 Udanoh, Campogrande                |
| Simone Pianigiani                | Allenatori | Massimo Maffezzoli                   |

| Arbitri: | Tolga Sahin (Messina) Lorenzo Baldini (Firenze) Guido Giovannetti (Terni) |

|                                  |            |                            |
| Nunnally 19 Jerrells 18 Micov 12 | Punti      | 23 Sykes 13 Harper 9 Young |
| Jerrells 4                       | Assist     | 3 Harper                   |
| Tarczewski 8                     | Rimbalzi   | 12 Young                   |
| Simone Pianigiani                | Allenatori | Massimo Maffezzoli         |

| Arbitri: | Carmelo Paternicò (Piazza Armerina) Alessandro Martolini (Roma) Denis Quarta (Rivalta di Torino) |

|                                      |            |                                               |
| Filloy 16 Harper, Udanoh 14 Sykes 13 | Punti      | 12 Cinciarini 10 Jerrells, Tarczewski 9 Micov |
| Udanoh 4                             | Assist     | 5 Cinciarini                                  |
| Udanoh 8                             | Rimbalzi   | 12 Tarczewski                                 |
| Massimo Maffezzoli                   | Allenatori | Simone Pianigiani                             |

| Arbitri: | Michele Rossi (Anghiari) Carmelo Lo Guzzo (Pisa) Mark Bartoli (Trieste) |

|                               |            |                                                   |
| Harper 29 Sykes 14 Nichols 11 | Punti      | 28 Nunnally 15 Jerrells, Kuzminskas 10 Tarczewski |
| Harper, Filloy, Sykes 4       | Assist     | 4 Cinciarini                                      |
| Costello                      | Rimbalzi   | 11 Kuzminskas                                     |
| Massimo Maffezzoli            | Allenatori | Simone Pianigiani                                 |

| Arbitri: | Tolga Sahin (Messina) Luca Weidmann (Campobasso) Beniamino Manuel Attard (Priolo Gargallo) |

|                                      |            |                                       |
| Nunnally 25 Nedović 13 Tarczewski 12 | Punti      | 15 Harper, Nichols 14 Udanoh 11 Sykes |
| Nunnally 7                           | Assist     | 6 Harper                              |
| Tarczewski 7                         | Rimbalzi   | 9 Udanoh                              |
| Simone Pianigiani                    | Allenatori | Massimo Maffezzoli                    |

### Coppa Italia
| Arbitri: | Massimiliano Filippini (San Lazzaro di Savena) Alessandro Vicino (Argelato) Guido Giovannetti (Terni) |

|                                     |            |                             |
| Sykes 23 Green, Filloy 19 Harper 14 | Punti      | 26 Banks 22 Brown 11 Walker |
| Green 8                             | Assist     | 6 Banks                     |
| Green 11                            | Rimbalzi   | 7 Moraschini, Brown         |
| Nenad Vučinić                       | Allenatori | Francesco Vitucci           |

### Basketball Champions League

#### Fase a gironi
| Arbitri: | Sasa Maricic Marek Kukelcik Luka Kardum |

|                                  |            |                             |
| Perry 25 Broussard 15 Toropov 13 | Punti      | 34 Cole 19 Green 14 Nichols |
| Perry 6                          | Assist     | 7 Cole                      |
| Uzinskii 11                      | Rimbalzi   | 12 Costello                 |
| Zoran Lukić                      | Allenatori | Nenad Vučinić               |

| Arbitri: | Gentian Cici Zafer Yilmaz Vilius Maciulaitis |

|                                      |            |                                        |
| Martin 17 Waleskowski 13 Crawford 10 | Punti      | 26 Sykes 21 Costello 14 Green, Nichols |
| Crawford 4                           | Assist     | 7 Cole                                 |
| Waleskowski, Mbakwe 5                | Rimbalzi   | 10 Costello                            |
| John Patrick                         | Allenatori | Nenad Vučinić                          |

| Arbitri: | Aleksandar Glisic Sergei Beliakov Carsten Straube |

|                                        |            |                                  |
| Cole 33 Green, Costello 18 D'Ercole 14 | Punti      | 23 Simon 18 Michalak 16 Lichodej |
| Cole 9                                 | Assist     | 12 Baczyński                     |
| Costello 11                            | Rimbalzi   | 8 Michalak                       |
| Nenad Vučinić                          | Allenatori | Igor Miličić                     |

| Arbitri: | Georgios Poursanidis Sergiy Zashchuk Thomas Bissuel |

|                                                 |            |                              |
| Soko, Booker, Doyle 14 Urtasun, Delía 11 Cațe 4 | Punti      | 17 Filloy 11 Nichols 9 Sykes |
| Doyle 5                                         | Assist     | 5 Cole                       |
| Soko, Cațe, Rojas 6                             | Rimbalzi   | 6 Nichols                    |
| Javier Juárez                                   | Allenatori | Nenad Vučinić                |

| Arbitri: | Oskars Lucis Tanel Suslov Michal Proc |

|                               |            |                                    |
| Nichols 24 Green 23 Filloy 16 | Punti      | 23 Pérez 17 Atar 15 Ulusoy, Morgan |
| Cole 10                       | Assist     | 6 Pérez                            |
| Green 9                       | Rimbalzi   | 8 Pérez                            |
| Nenad Vučinić                 | Allenatori | Ahmet Gürgen                       |

| Arbitri: | Panagiotis Anastopoulos Vasiliki Tsaroucha Kerem Baki |

|                               |            |                                     |
| Thompson 20 Tarpey 11 Tabu 10 | Punti      | 22 Cole 14 Green, Filloy 13 Nichols |
| Thompson 11                   | Assist     | 5 Cole                              |
| Tarpey, Hendrix               | Rimbalzi   | 10 Nichols                          |
| Éric Bartecheky               | Allenatori | Nenad Vučinić                       |

| Arbitri: | Aleksandar Glisic Luka Kardum Blaz Zupancic |

|                                        |            |                                                 |
| Green, Nichols 16 Filloy 12 N’Diaye 10 | Punti      | 25 Lomažs 15 Johnson 10 Jonathan Arledge, Beane |
| Sykes 6                                | Assist     | 8 Johnson                                       |
| N'Diaye 8                              | Rimbalzi   | 7 Gulbis                                        |
| Nenad Vučinić                          | Allenatori | Roberts Štelmahers                              |

| Arbitri: | Boris Krejic Dariusz Zapolski Vladimir Jevtovic |

|                             |            |                                           |
| Nichols 25 Green 17 Cole 11 | Punti      | 29 Strebkov 13 Perry, Popov 11 Dragičević |
| Cole 6                      | Assist     | 3 Strebkov                                |
| Nichols 11                  | Rimbalzi   | 8 Dragičević                              |
| Nenad Vučinić               | Allenatori | Zoran Lukić                               |

| Arbitri: | Yener Yilmaz Michal Proc Marko Vladic |

|                             |            |                               |
| Green 18 Cole 15 Nichols 12 | Punti      | 27 Crawford 14 Martin 12 Best |
| Cole 6                      | Assist     | 6 Crawford                    |
| Cole, Young 9               | Rimbalzi   | 8 Martin                      |
| Nenad Vučinić               | Allenatori | John Patrick                  |

| Arbitri: | Fernando Calatrava Alexey Davydov Ventsislav Velikov |

|                               |            |                              |
| Sobin 16 Simon 14 Michalak 10 | Punti      | 17 Green 16 Nichols 13 Sykes |
| Łączyński 5                   | Assist     | 6 Sykes                      |
| Sobin 7                       | Rimbalzi   | 12 Young                     |
| Igor Miličić                  | Allenatori | Nenad Vučinić                |

| Arbitri: | Aleksandar Glisic Nicolas Maestre Martin Vulic |

|                                     |            |                            |
| Sykes 15 Filloy, Young 10 Campani 6 | Punti      | 15 Doyle 12 Rojas 10 Rudež |
| Sykes 5                             | Assist     | 7 Kloof                    |
| Young 11                            | Rimbalzi   | 6 Doyle, Rojas             |
| Nenad Vučinić                       | Allenatori | Javier Juárez              |

| Arbitri: | Yohan Rosso Oskars Lucis Tanel Suslov |

|                            |            |                                                       |
| Morgan 24 Neal 18 Moore 13 | Punti      | 43 Sykes 11 Young 8 Filloy, Lorenzo D'Ercole, Campani |
| Geçim 10                   | Assist     | 8 Filloy                                              |
| Shelton 9                  | Rimbalzi   | 6 Spizzichini                                         |
| Hakan Demir                | Allenatori | Nenad Vučinić                                         |

| Arbitri: | Yener Yilmaz Markos Michaelides Carsten Straube |

|                             |            |                                                   |
| Siliņš 15 Green 14 Sykes 11 | Punti      | 19 Thompson 12 Bigote, Wilfried 11 Clark, Hendrix |
| Green 7                     | Assist     | 7 Thompson                                        |
| Harper, Siliņš, Young 6     | Rimbalzi   | 8 Wilfried, Cornelie                              |
| Nenad Vučinić               | Allenatori | Éric Bartecheky                                   |

| Arbitri: | Srdan Dozai Georgios Poursanidis Gentian Cici |

|                                          |            |                            |
| Lomažs 27 Gulbis, Jakovičs 16 Arledge 14 | Punti      | 39 Green 29 Sykes 9 Siliņš |
| Johnson 11                               | Assist     | 8 Sykes                    |
| Drame 9                                  | Rimbalzi   | 11 Green                   |
| Roberts Štelmahers                       | Allenatori | Nenad Vučinić              |